# Экшен Джексон (экшен-фигурки)
Э́кшен Дже́ксон (англ. Action Jackson) — линия экшен-фигурок и аксессуаров для них, производившихся компанией Mego Corporation в начале 1970-х годов. Была запущена в 1971 году и явилась первым опытом компании Мего в производстве экшн-фигурок.

## История
Первой компанией, начавшей выпуск экшен-фигурок, была Hassenfeld Brothers (будущая Hasbro) — с 1964 года она производила линию двенадцатидюймовых фигурок «Солдат Джо» (англ. G.I. Joe). Мего стали первыми, кто попытался соперничать с Hasbro на этом поприще, начав в 1971 выпуск линии восьмидюймовых фигурок Экшен Джексон. Для линии была проведена масштабная рекламная кампания в печатных СМИ и на телевидении, в результате чего в момент запуска в 1971 году линия имела необыкновенную популярность, но впоследствии стала уступать в продажах Hasbro, а затем и компании Kenner, вышедшей на рынок с фигурками героев «Звёздных войн» размером 8-10 см. К 1974 году популярность Экшен Джексон сошла на нет, компания прекратила её выпуск и, приобретя лицензии у издателей DC Comics и Marvel и создателей сериала «Звёздный путь», запустила новые линии фигурок, представлявшие героев комиксов и сериала. Эти фигурки так же имели размер 8 дюймов; благодаря компании Мего он стал отраслевым стандартом для экшен-фигурок 1970-х годов.
Изначально ориентированные на детей, в дальнейшем фигурки линии стали популярными среди взрослых, а на данный момент являются коллекционной редкостью.

## Описание
Линия представляет из себя три фигурки, две из которых изображали мужчин европеоидной расы и одна — мужчину негроидной расы. Персональных имён у фигурок нет, все они называются общим именем Экшен Джексон. В целом фигурки линий похожи с начальным вариантом G.I. Joe, и отличаются от них прежде всего меньшими размерами — они имеют 8 дюймов в высоту (около 20 см). Различия между фигурками европеоидной расы состоят в том, что одна изображает бородатого мужчину, другая — безбородого, у фигурки негроидной расы бороды нет. Вместе с фигурками продавалось множество аксессуаров, включая игрушечные одежду, головные уборы, обувь, оружие, элементы снаряжения и транспортные средства с батарейным питанием, например, спасательный вертолёт, снегоход и автомобиль-внедорожник (которым можно управлять при помощи пульта, соединённого с ним проводом). С одеждой связано второе важное отличие от G.I. Joe — те изображают исключительно солдат и потому всегда были облачены в военную форму, а для Экшен Джексон предназначалось несколько различных костюмов, в которых фигурка становится бойцом спецназа, ковбоем, пилотом и т.п.

## Влияние
Благодаря существованию линии получил своё название американский художественный фильм 1988 года «Action Jackson», в советском, а затем и российском прокате демонстрировавшийся как «Джексон по кличке „Мотор“».
Идея этого фильма возникла у Карла Уэзерса в 1986 году, когда он снимался в фильме «Хищник». Во время съёмок он разговаривал с одним из членов австралийской съёмочной группы, и тот, сетуя на трудности, сказал: «Я выкладывался как Экшен Джексон» (англ. I was in like Action Jackson), подразумевая экшен-фигурку. В этот момент Уэзерс понял, что именно так следует назвать будущий фильм.